# 国家体育馆 (乌兰巴托)

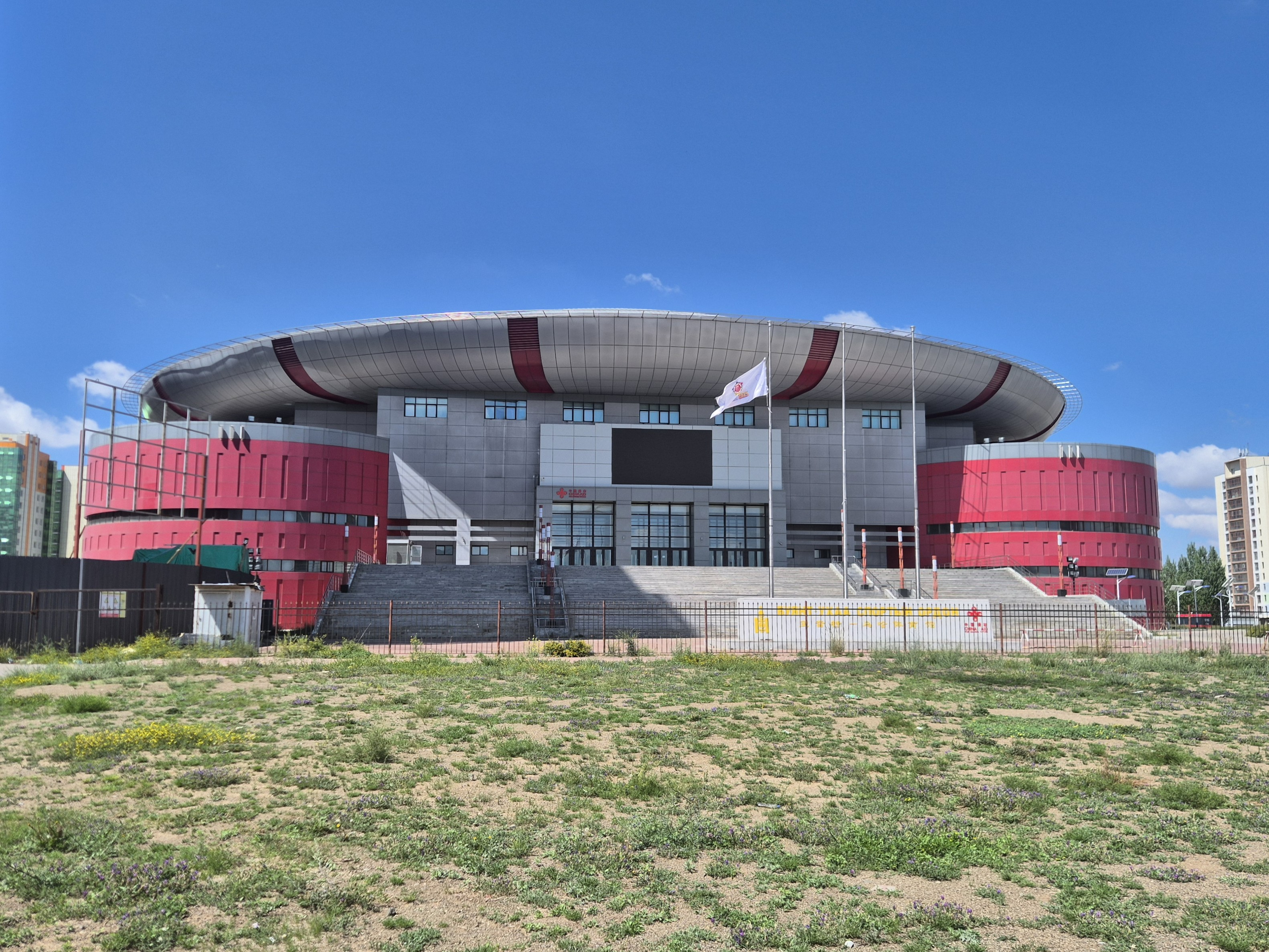
国家体育馆

国家体育馆，位于蒙古国首都乌兰巴托，是蒙古国的国家体育馆，由中华人民共和国援建。

## 简介
早在1958年，中华人民共和国政府就曾为蒙古人民共和国援建了体育中心和体育场。2008年5月，中华人民共和国政府新援建的蒙古乌兰巴托国家体育馆开工。
2008年6月20日，中共中央政治局常委、中华人民共和国副主席习近平冒着大雨，来到由上海建工集团承建的中华人民共和国援建蒙古乌兰巴托国家体育馆工地，参加工程开工剪彩典礼并且视察工程现场。陪同习近平参加典礼的有：中国国家发改委副主任朱之鑫、外交部副部长张业遂、商务部副部长高虎城、中国驻蒙古国大使余洪耀、蒙古国财政部部长、体委主任等人。
国家体育馆项目的占地面积4公顷，建筑面积为15304平方米，建筑高度为35.85米，体育馆内设有5040个座位，可举办排球、篮球、羽毛球、摔跤、柔道等体育项目的比赛。该工程合同造价1.065亿元人民币。国家体育馆由中国中外建工程设计顾问有限公司设计，上海建工（集团）总公司施工。
2010年9月，工程竣工。2010年12月2日，在乌兰巴托举行了中华人民共和国援建蒙古国家体育馆项目交接仪式。中国驻蒙古国大使余洪耀与蒙古国总理苏赫巴托尔·巴特包勒德、财政部部长桑格扎布·巴亚尔朝格特、健康部部长桑布·兰巴、国家大呼拉尔委员巴特额尔德奈、阿尔冰及国家体委等部门领导出席了此次交接仪式。